# Агме
Агме (фр. Agmé) насеље је и општина у југозападној Француској у региону Аквитанија, у департману Лот и Гарона која припада префектури Марманд.
По подацима из 2011. године у општини је живело 148 становника, а густина насељености је износила 29,54 становника/km². Општина се простире на површини од 5,01 km². Налази се на средњој надморској висини од 70 метара (максималној 116 m, а минималној 48 m).

## Демографија
| 1962. | 1968. | 1975. | 1982. | 1990. | 1999. | 2011. |
| ----- | ----- | ----- | ----- | ----- | ----- | ----- |
| 106   | 134   | 123   | 113   | 110   | 102   | 148   |

График промене броја становника у току последњих година